# Кащенко Адріан Феофанович
Андріа́н (Адріян) Феофа́нович Ка́щенко (19 вересня (1 жовтня) 1858 — 28 березня 1921) — український письменник, автор численних прозових творів про героїку Запорозької Січі. У повістях «З Дніпра на Дунай», «Зруйноване гніздо» він показав трагічну долю козацтва після знищення Запорозької Січі. Створив галерею портретів національних героїв України у творах: «Над Кодацьким порогом» (про Івана Сулиму); «Гетьман Сагайдачний», «Кость Гордієнко-Головко — останній лицар Запорожжя».
Молодший брат Миколи Кащенка.

## Життєпис
Андріан Кащенко народився 19 вересня 1858 року в родині небагатого поміщика Феофана Гавриловича Кащенка, родовід якого сягає часів Запорозької Січі в пору її розквіту. Батько був небагатим поміщиком, власником хутора Веселого, який входив до складу Лукашівської волості Олександрівського повіту Катеринославської губернії. Сім'я Кащенків була великою — п'ятеро хлопців і чотири дівчини. Всі діти здобули ґрунтовну освіту та добре виховання. Двом із них — найменшому Адріанові та старшому від нього на три роки Миколі — судилося відіграти помітну роль в історії культури свого народу.
У багатодітних родинах діти рано стають самостійними, часто старші виховують молодших. Так було і в Кащенків. Спокійний і мрійливий Андріан мав собі за наставника енергійного та заповзятливого Миколу. В дорослому житті їхні інтереси розійшлися. Микола Кащенко став знаменитим ученим з двома докторськими дипломами, дійсним членом АН УРСР. Він був засновником і директором Київського ботанічного саду.
Адріан обрав собі невдячну долю українського літератора. 1867 року Адріан вступив до Катеринославської гімназії, де вже навчався Микола. Вони разом оселилися в старшої сестри Марії, а потім у іншої сестри Єлизавети. І тут сталася дивовижна річ. Хоча хлопець був, як писав брат Микола, «працелюбним, тихим, рівним вдачею, і незворушно спокійним», навчання в гімназії йому аж ніяк не давалося.
Через деякий час Андріан зважується на рішучий вчинок. Залишає гімназію після третього класу і вступає до юнкерського училища. Але, на відміну від найстаршого брата, який дослужився до генерала, Адріан не зробив військової кар'єри. Прослуживши кілька років офіцером, він вступив на дрібну службу в службі контролю управління Катерининської залізниці.
Оселившись у Катеринославі, одружився, купив маленький будиночок на вулиці Польовій (нині поспект Ол. Поля), з невеликої платні допомагав навіть старим батькам, а коли 1888 року померла мати, він узяв на своє утримання батька і доглядав його до смерті.
Свої ж глибокі душевні запити задовольняв посильною працею на ниві українського письменства.
Одного разу Кащенко хотів поселитися в Києві, ближче до українського національно-культурного життя, до брата, та з цього нічого не вийшло. Він продав власну хату, щоб купити собі оселю на одній із київських круч. Гроші поклав у банк, який збанкрутував на другий же день, і всі його заощадження пропали. Довелось далі тягнути лямку контролера.
Начальство його перекидало з місця на місце: спочатку — в Перм, згодом — у Петербург, де він став помічником головного контролера залізниці, далі в Туапсе — головним контролером залізниці, що будувалася, і, нарешті, знову до Катеринослава. Приїхавши в 1913 році до Києва, він прицінювався до однієї хатини, що височіла на Лук'янівському горбі, під яким стоїть Кирилівська церква, та з'ясувалося, що вона не по кишені.
Не пощастило Андіану Кащенку і у сімейному житті. Дружина, свавільна, сварлива особа, часто кидала його і врешті покинула остаточно, але з умовою, що він утримуватиме її довіку.
Востаннє Кащенко приїхав до Києва восени 1917 року. Після перенесеного інсульту письменник хотів отримати якусь пенсію від нової влади, біля керма якої стояли його кумири М. Грушевський та В. Винниченко. Пенсії він не одержав, бо молода республіка потребувала таких сумлінних працівників, як А. Кащенко. Повернувшись до Катеринослава, працював далі з поновленим завзяттям. Протягом 1917 — 1919 років Кащенко опублікував найбільше своїх творів. Так сталось не тому, що тоді він їх найбільше написав. У попередні роки А. Кащенко теж писав, не покладаючи рук. Тільки не все з написаного потрапляло до друку. Кілька творів навіть після революції 1905 — 1907 років не могли бути видрукувані з цензурних міркувань.
І лише в 1917 — 1918 роках, коли в Катеринославі з'явилось Українське видавництво, яке невдовзі стало видавництвом Кащенка, він зміг надрукувати свої давніші та щойно написані твори. Адріан Кащенко не щадив себе в роботі, і хвороба знову звалила його. Останні півтора року він був прикутий до ліжка. Помер Кащенко 16 березня 1921 року.

## Творчість
Андріан Кащенко починав свій шлях у літературу з публікації народних легенд, переказів, казок. 1883 року у Катеринославі виходить книжечка «Жар-птиця, або З паном не братайся, у прийми не бери і жінці правди не кажи». Якби ця скромна книжка була єдиною в його творчості, то й тоді б ми згадували його ім'я — адже з цієї книжечки починається відлік українського художнього друкованого слова на Придніпров'ї.
Через родинні причини у творчості письменника сталася 20-річна пауза. З новою силою він береться до творчості вже на початку ХХ століття. А. Кащенкові судилося стати популярним історичним повістярем, який у своїх творах популяризував славне минуле рідного народу («Запорозька слава», «На руїнах Січі», «Під Корсунем», «Зруйноване гніздо» та інші). Основна його праця — «Оповідання про славне Військо Запорозьке низове» — стала бестселером.
Літературний доробок письменника, не такий уже й малий, ще не зібраний і зовсім не вивчений. У Радянській Україні знайомство з А. Кащенком тривало до 1933 року, на Західній — років на дванадцять довше. В роки культу і застою на його книги було накладено категоричне табу. Після майже шести десятиліть мовчання А. Кащенко знов заговорив до нових своїх читачів, починаючи від наймолодших і кінчаючи тими, які щось пам'ятають про нього ще з літ своєї юності.

### Твори
- Під Корсунем
- Славні побратими
- Борці за правду
- У запалі боротьби
- Зруйноване гніздо
- Оповідання про славне військо запорозьке[6]
- З Дніпра на Дунай
- Над Кодацьким порогом (про гетьмана Івана Сулиму)
- Гетьман Сагайдачний
- Кость Гордієнко-Головко — останній лицар Запорожжя
- Великий Луг Запорозький
- Зоря нового життя

## Пам'ять
На честь нього у місті Дніпро названа невелика вулиця серед району садибної забудови, далеко від центру — вулиця Андріяна Кащенка.

## Електронна бібліотека
- Під Корсунем.  Видання 1919 р.
- Борці за правду.  Видання 1919 р.
- Запорожська Слава.  Видання 1900 р.
- З Дніпра на Дунай.  Видання 1919 р.
- Кость Гордієнко-Головко — останній лицар Запорожжя.  Видання 1919 р.
- Зоря нового життя.  Видання 1917 р.
- Твори Адріана Кащенка на www.ukrcenter.com[недоступне посилання з липня 2019]